# Джонсон, Нэйтан
Нэйтан Тайлер Джонсон — кинокомпозитор еврейского происхождения, автор песен и музыкальный продюсер.
Родился в Вашингтоне в 1976 году, вырос в Колорадо. В середине 2000-х Джонсон жил в Англии, затем переселился на Восточное побережье США, где начал концертный тур со своей музыкальной группой The Cinematic Underground. Его работа с этой группой и родственные отношения с новоиспечённым автором сценария и режиссёром Райаном Джонсоном открыла ему двери к созданию музыкальных тем и саундтреков к фильмам двоюродного брата, в частности к фильмам «Кирпич» и «Петля времени».
Джонсон также является членом небольшой дизайнерской мастерской под названием The Made Shop (букв. «Магазинчик готовых вещей»). Он разрабатывал знаменитую обложку для альбома How To Save a Life группы The Fray, а также их следующий альбом в сотрудничестве со своим братом и соучредителем мастерской, музыкальным продюсером Марке Джонсоном.

### Музыкальные композиции для фильмов
В 2005 году Джонсон написал музыкальную тему для фильма в стиле нео-нуар «Кирпич», который режиссировал по собственному сценарию его двоюродный брат Райан Джонсон. Музыкальная тема написана для традиционных инструментов: пианино, труба и скрипка, а также для уникальных и вновь изобретённых инструментов: вино-фон, металлофон, сломанное пианино, дверцы-шкафы и кухонная утварь. Всю эту композицию музыкант записал в собственной квартире в городе Борнмуте с помощью одного микрофона и компьютера «PowerBook».
Хотя фильм снимали в Калифорнии, Джонсон создавал музыку у себя дома в Англии, а с режиссёром общался с помощью компьютерной программы iChat. Позже кузены встретились в Нью-Йорке, чтобы смиксировать саундрек.
В газете «Чикаго Трибьюн» его творчество авансом было расхвалено и расписано как «однозначно, самый выдающийся саундрек наших дней» и Джонсон, также авансом, был номинирован на знак отличия «Satellite award» от «International Press Academy» (Международная академия музыкальной прессы).
Джонсон написал также музыкальную тему для фильма своего двоюродного брата Райана Джонсона «Братья Блум», расширив палитру «музыкальных инструментов», использованных в «Кирпиче» и задействовав струнные и деревянные духовые инструменты для создания «фона оркестра».
Члены группы The Cinematic Underground были привлечены ко всем музыкальным темам для фильмов. Параллельно написанию тем для упомянутых фильмов, Джосон также продюсировал альбомы для группы The Cinematic Underground, для Кэти Честейн (Katie Chastain) и группы New Volunteer.
Также Джонсон написал музыкальные темы для следующего фильма Джонсона «Петля времени». Здесь тоже был использован ряд нетрадиционных инструментов и звуков, которые были специально записаны и обработаны на компьютере.

## «Cinematic Underground»
Джонсон является основателем группы The Cinematic Underground, арт-поп коллектива, сочетающий в творчестве стиль повествования и артворк в стиле художественного произведения с живым выступлением. После переселения из Англии в 2005 году, Джонсон забрал с собой много молодых исполнителей для тура по США. Весной 2006 года The Cinematic Underground провёл тур по 25-ти городам США со сценической продукцией под названием Annasthesia (букв. «Обезболивающее»).

## Другие проекты
Джонсон также режиссировал музыкальный видеоклип к песне Snowshow певицы Кэти Честейн (Katie Chastain). Джонсон и Честейн придумали вместе концепцию и почти всё в видеоклипе, включая наряды Кэтти, было создано ими собственноручно. Клип был снят без дублей в сарае на острове Мартас-Виньярд (штат Массачусетс) при сотрудничестве с 16 друзьями Нэйтана и музыкантами.
Недавно Джонсон объявил о своем сотрудничестве с рок-группой Chastain над альбомом Faux Fix.

## Фильмография
| Год  |   | Русское название                  | Оригинальное название             | Роль       |
| ---- | - | --------------------------------- | --------------------------------- | ---------- |
| 2005 | ф | Кирпич                            | Brick                             | композитор |
| 2008 | ф | Братья Блум                       | The Brothers Bloom                | композитор |
| 2012 | ф | Петля времени                     | Looper                            | композитор |
| 2013 | ф | Страсти Дон Жуана                 | Don Jon                           | композитор |
| 2014 | ф | Убить гонца                       | Kill the Messenger                | композитор |
| 2019 | ф | Достать ножи                      | Knives Out                        | композитор |
| 2021 | с | Мистер Кормен                     | Mr. Corman                        | композитор |
| 2021 | ф | Аллея кошмаров                    | Nightmare Alley                   | композитор |
| 2022 | ф | Достать ножи: Стеклянная луковица | Glass Onion: A Knives Out Mystery | композитор |

## Дискография

#### Исполнитель/композитор
- Meet the Preserves (неизвестная композиция)
- «В Search of the Flip» (1999)
- «Annasthesia» (2003)
- «Brick» (2005)
- «The Brothers Bloom» (2009)
- «Morgan M. Morgansen’s Date With Destiny» (2010)
- The Zeppelin Zoo (2010)
- «The Day I Saw Your Heart» (2011)
- My Antagonist (2011)
- «Looper» (2012)[3]

#### Продюсер (саундтреки)
- «The Cinematic Underground» — «Annasthesia» (2003)
- "Nathan Johnson — Brick Original Motion Picture Soundtrack (2005)
- «Katie Chastain — Firecracker» (2007)
- «zut alors — Torr» (2008)
- "Nathan Johnson — The Brothers Bloom Original Motion Picture Soundtrack (2009)
- «New Volunteer — Remote Control Parade» (2010)
- «The New time — And Incomplete History» (2010)
- «Andrea Ball — Dial Tone» (2010)
- "Nathan Johnson — The Day I Saw Your Heart Original Motion Picture Soundtrack (2011)
- «Faux Fix — My Antagonist» (2011)
- "Nathan Johnson — Looper Original Motion Picture Soundtrack (2012)
- «New Volunteer — TBA» (2012)[3]